# NGC 6081
NGC 6081 is een lensvormig sterrenstelsel in het sterrenbeeld Hercules. Het hemelobject werd op 26 juli 1870 ontdekt door de Franse astronoom Édouard Jean-Marie Stephan.

## Synoniemen
- IC 1202
- UGC 10272
- MCG 2-41-19
- ZWG 79.78
- NPM1G +09.0456
- PGC 57506